# フォー・ホースメン
ザ・フォー・ホースメン（The Four Horsemen）は、1985年から1990年代末にかけて、アメリカ合衆国で活動したプロレスのユニットの名称。NWAのジム・クロケット・プロモーションズで結成され、その後継団体のWCWでもメンバーを変えて活躍していた。
リック・フレアーを不動のリーダーとして、親指を除く4本の指を突き立てるポーズをトレードマークに、アメリカのプロレス界において伝説的な名ユニットとして語り継がれている。

## 来歴
結成時のオリジナルメンバーはリック・フレアー、アーン・アンダーソン、オレイ・アンダーソン、タリー・ブランチャード、マネージャーのJ・J・ディロン。当初は固有の名称は付けられていなかったが、アーン・アンダーソンがインタビュー中で「俺たちは言わば『黙示録の四騎士（The Four Horsemen of Apocalypse）』だ」と発言して、これがユニット名に採用された。
ニック・ボックウィンクルをリーダーとしたAWAのヒーナン・ファミリーなどの前例と同様に、実力派のヒールたちがユニットを組んだホースメンは絶大な悪役人気を獲得。結成時はメンバー全員がチャンピオンとして、フレアーがNWA世界ヘビー級王座を、ブランチャードがNWA USヘビー級王座を、オレイ&アーン・アンダーソンのミネソタ・レッキング・クルーがNWAナショナル・タッグ王座を保持し、ダスティ・ローデス、マグナムTA、ロード・ウォリアーズ、ロックンロール・エクスプレス、ニキタ・コロフらと抗争を繰り広げた。
グループのキャラクター・イメージは、アルマーニのスーツを着こなし、高級車やプライベートジェットを乗り回し、美女を侍らせ豪遊する「大人の男」。「（試合への乱入や抗争相手への襲撃など）やることは汚いが、着ている服は清潔だし、女たちも上玉ばかりだ」などと豪語していた。実際、これはギミックの上だけではなく、当時の彼らの凄まじい豪遊の武勇伝はいくつも残っている。

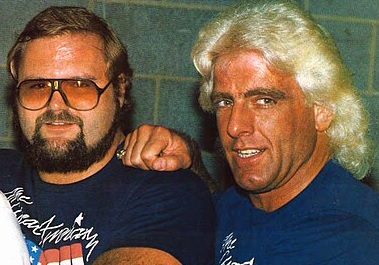
ユニットの名付け親であるアーン・アンダーソン（左）とリック・フレアー（1987年）

1987年にオレイ・アンダーソンが一時リングを離れ、レックス・ルガーが加入。翌年にルガーがフレアーとの確執で追放されてベビーフェイスに転向すると、入れ替わりにバリー・ウインダムがヒールターンして新加入。驚異的な肉体美を持っていたが不器用かつキャリア不足で試合も荒削りなルガーとは対照的に、業界でも屈指の試合巧者であり、長身でマスクも良くマイクパフォーマンスも達者なウインダムの加入によって、ホースメンはレスリング史の頂点に君臨する "ギャング" となってファンを魅了したとフレアーは述懐している。
しかし、1988年11月にテッド・ターナーがジム・クロケット・プロモーションズを買収してWCWが発足するのと同時期に、ブランチャードとアーン・アンダーソンがブレイン・バスターズとしてWWFに移籍。翌年にはディロンもフロントの管理職としてWWFにヘッドハンティングされ、ホースメンも解散状態となったが、オレイ&アーン・アンダーソンの復帰後はWCWフロントの要望もあって、フレアーを主軸にスティング、シッド・ビシャスなどを迎えてユニットは継続された。
1991年9月にはフレアーもWWFに移籍したが、1993年2月のWCW復帰に伴い、フレアーとアンダーソンズに新メンバーのポール・ローマを加えてホースメンを再編。その後もWCWはストーリーの展開につまるとホースメンを復活させて、クリス・ベノワ、ブライアン・ピルマン、ジェフ・ジャレット、カート・ヘニング、ディーン・マレンコなど数々のレスラーがホースメンのメンバーに名を連ねることとなった。1998年、ホースメンの存在を批判していたエリック・ビショフとフレアーが対立してフレアーのWCW離脱騒動が取り沙汰されるが、アーン・アンダーソンの仲介によって再びフレアーを迎え入れて復活するという出来事もあった。
ベノワ（ワイルド・ペガサス）とマレンコは新日本プロレス限定で獣神サンダー・ライガー、ブラック・タイガー（エディ・ゲレロ）と共に、ジュニア・フォー・ホースメンとして一時期活動していた。
2003年、WWEでは初期ホースメンをオマージュしたエヴォリューションというユニットが、ホースメンのリーダー格であったフレアーを参謀に迎えて結成された。
2010年、TNAではフォーチュン（Fortune）というユニットが結成され、WWEのエボリューションと同じくフレアーが参謀として迎えられた。フォーチュンはメンバーを4人に固定せずに拡大していき、大型ユニットとして活動していた。
2012年、フレアー、アーン・アンダーソン、ブランチャード、ウインダムの4人がマネージャーのディロンと共にフォー・ホースメンとしてWWE殿堂に迎えられた。

## メンバー
【オリジナルメンバー】
- リック・フレアー（1985年 - 1991年、1993年 - 1999年）
- アーン・アンダーソン（1985年 - 1988年、1990年 - 1999年）
- オレイ・アンダーソン（1985年 - 1987年、1990年 - 1993年）
- タリー・ブランチャード（1985年 - 1988年）
- J・J・ディロン（1985年 - 1989年） ※マネージャー

【その他メンバー】
- レックス・ルガー（1987年）
- バリー・ウインダム（1988年 - 1989年、1990年 - 1991年）
- スティング（1989年 - 1990年）
- シッド・ビシャス（1990年 - 1991年）
- ポール・ローマ（1993年）
- ブライアン・ピルマン（1995年 - 1996年）
- クリス・ベノワ（1995年 - 1997年、1998年 - 1999年）
- スティーブ・マクマイケル（英語版）（1996年 - 1999年）
- ジェフ・ジャレット（1997年）
- カート・ヘニング（1997年）
- ディーン・マレンコ（1998年 - 1999年）

## 関連人物
- ヒロ・マツダ（1989年） ※フレアーを擁した別ユニット「ヤマサキ・コーポレーション」のマネージャー[10]
- マイケル・ヘイズ（1989年） ※同メンバー
- ブッチ・リード（1989年） ※同メンバー
- ケンドール・ウインダム（1989年） ※準構成員
- ウーマン（1990年、1996年） ※女性マネージャー
- ボビー・ヒーナン（1996年） ※カラー・コメンテーター
- デブラ・マクマイケル（英語版）（1996年 - 1997年） ※女性マネージャー
- チャールズ・ロビンソン（1999年） ※専属レフェリー
- デビッド・フレアー（1999年） ※準構成員